# جيمس دوايت
جيمس دوايت (بالإنجليزية: James Dwight)‏ كان لاعب كرة مضرب أمريكي بدأ مسيرته كمحترف سنة 1876 وكان يلعب باليد اليمنى، اعتزل اللعب في 1913. كما أنه أحد أبطال الجراند سلام. أعلى تصنيف له في الفردي كان المركز الـ 9 في سنة 1885.

## روابط خارجية
- جيمس دوايت على موقع رابطة محترفي التنس (الإنجليزية)
- جيمس دوايت على موقع قاعة مشاهير كرة المضرب الدولية (الإنجليزية)
- جيمس دوايت على موقع خلاصة التنس.كوم (الإنجليزية)